# Eric Burdon
Eric Victor Burdon (* 11. května 1941) je anglický zpěvák a perkusionista, nejznámější jako frontman skupin The Animals a War. V žebříčku časopisu Rolling Stone "100 nejlepších zpěváků všech dob" se umístil na 57. místě.

## Filmografie
- 1964: Get Yourself a College Girl
- 1964: Whole Lotta Shakin'
- 1965: Pop Gear
- 1965: The Dangerous Christmas of Red Riding Hood
- 1967: World of the Animals
- 1967: The War (short)
- 1967: It's a Bikini World
- 1967: Tonite Lets All Make Love in London
- 1968: All My Loving
- 1968: Monterey Pop
- 1973: Mirage
- 1975: Hu-Man
- 1979: 11th Victim
- 1980: Gibbi Westgermany
- 1982: Comeback
- 1991: The Doors
- 1999: Snow on New Year's Eve
- 2001: Plaster Caster
- 2001: Screamin' Jay Hawkins: I Put a Spell on Me
- 2003: Fabulous Shiksa in Distress
- 2003: Yes, You Can Go Home
- 2007: The Blue Hour
- 2008: Nowhere Now: The Ballad of Joshua Tree
- 2010: Remembering Nigel
- 2010: Forever Young: How Rock 'n' Roll Grew Up
- 2020: Eric Burdon: Rock ‘n’ Roll – Animal [2]